# Uji
Uji (宇治市, Uji-shi) és una localitat japonesa, localitzada a la prefectura de Kyoto, Japó. El 2003, la ciutat tenia una població estimada de 188.660 habitants i una densitat de població de 2.793 h/km². Té una àrea total de 67,55 km². Va rebre l'estatus de ciutat l'1 de març de 1951. Uji és famosa per la seva producció de te i per una de les ubicacions del clàssic de la Literatura japonesa Genji Monogatari. Dins del conjunt de monuments històrics de l'antiga Kyoto, declarat Patrimoni de la Humanitat per la Unesco l'any 1994, el temple budista Byōdō-in (平等院) i el santuari sintoista Ujigami-jinja (宇治上神社) són a Uji.

## Ciutats agermanades
- Kamloops, Columbia Britànica, Canadà